# Feröeri labdarúgó-válogatott
A feröeri labdarúgó-válogatott Feröer nemzeti csapata, amelyet a feröeri labdarúgó-szövetség (feröeriül: Fótbóltssamband Føroya, dánul:  Færøernes fodboldlandshold) irányít. Az UEFA negyedik legkisebb tagállama.
Még egyetlen világ, illetve Európa-bajnokságra sem sikerült kijutnia. A szigetjátékokon két alkalommal, 1989-ben és 1991-ben vettek részt, és mindkétszer megnyerték.

## Történelem

### 1930–1988
Feröeren már a második világháború előtt is játszották a labdarúgást. A szigetek távolsága és a füves pályák hiánya miatt csak elvétve került sor nemzetközi tétmérkőzésekre. 1930 és 1988 között a válogatott nem játszott egyetlen hivatalos mérkőzést sem, mert Feröer nem volt tagja egyetlen nemzetközi szervezetnek sem.

### FIFA és UEFA tagság
1988. július 2-án a FIFA, 1990. április 18-án pedig az UEFA tagjai lettek. Az első hivatalos győzelmüket Kanada 1–0-s legyőzésével szerezték 1989-ben. A szigetjátékokon két alkalommal indultak 1989-ben és 1991-ben, és mindkettőt megnyerték. Többé nem indultak el a játékokon, mert úgy ítélték meg, hogy az ellenfelek túl gyenge játékerőt képviseltek.
Feröer története egyik legnagyobb sikerét 1990. szeptember 12-én érte el, amikor 1–0-ra legyőzte Ausztriát. Az 1992-es Európa-bajnoki selejtezőt a svédországi Landskronában rendezték, mert Feröeren nem volt füves pálya. A siker után egy hónappal 4–1-re kikaptak Dániában. Ezenkívül Észak-Írország ellen játszottak 1–1-s döntetlent idegenben. A maradék öt selejtezőjüket elveszítették.

### 1994–2005
1994-ben a dán Allan Simonsent nevezték ki a szövetségi kapitányi posztra, aki játékosként szerepelt a Borussia Mönchengladbach és az FC Barcelona csapataiban; ahogy akkor fogalmaztak, nagy név egy kis ország csapata élén. Simonsen 7 éven keresztül irányította a Feröeri válogatottat. Munkája által kezdett el fejlődni a feröeri labdarúgás, az amatőr státuszból lényegében ő emelte professzionális szintre a sziget labdarúgását.
Az 1996-os Európa-bajnokság selejtezőiben San Marinót verték oda-vissza 3–0-ra és 3–1-re, az 1998-s világbajnokság selejtezőiben pedig Máltát mindkét alkalommal 2–1-re. A 2000-es Európa-bajnokság selejtezőiben három döntetlent játszottak Litvánia, Skócia és Bosznia-Hercegovina ellen. A 2002-es világbajnoki selejtezőkben Luxemburgot győzték le 2–0-ra és 1–0-ra, Szlovéniával pedig 2–2-s döntetlent játszottak. Sokáig ez volt a Feröeri válogatott legeredményesebb szereplése a selejtezőkben.

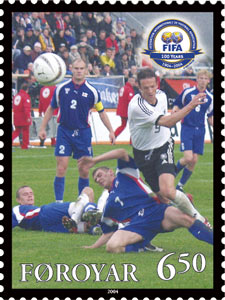
Bélyegen a 2003-as Feröer-Németország mérkőzés egy jelenete, amit a FIFA 100. évfordulójára adtak ki 2004. május 24-én

2002-ben a korábbi dán válogatott és 1992-ben Európa-bajnokságot nyerő Henrik Larsen vette át a szövetségi kapitányi munkát. A Simonsen által lerakott alapokra építhetett. 2002. szeptember 7-én a 2004-es Európa-bajnokság selejtezőiben Skóciával játszottak 2–2-s döntetlent úgy, hogy a félidőben még 2–0-ra vezetett Feröer. Még ugyanebben a selejtezősorozatban a 2002. október 16-án rendezett Németország elleni hannoveri selejtezőn csak 2–1-s vereséget szenvedtek. A 2006-os világbajnokság selejtezőiben csak egy döntetlent értek el, 2004. október 9-én Ciprus ellen.

### 2006–2011
2006-ban először neveztek ki feröeri származású kapitányt Jógvan Martin Olsen személyében. A 2008-as Európa-bajnokság selejtezőiben azonban pont nélkül zártak. A világbajnoki címvédő Olaszország ellen szoros 2–1-s vereséget szenvedtek odahaza.
A 2010-es világbajnokság selejtezőiben Olsen az első négy mérkőzésen irányította a válogatottat. Ausztria számára ismét kellemetlen perceket okoztak az 1–1-re végződő döntetlen alkalmával. 2009 márciusában az ír Brian Kerr váltotta Olsent a kapitányi poszton. 2009. szeptember 9-én otthon 2–1-re legyőzték Litvánia válogatottját. A 2002-es vb-selejtezők óta ez volt az első győzelmük selejtezőn.
A 2012-es Európa-bajnokság selejtezőiben a C csoportban szerepeltek. Az Észtország elleni idegenbeli selejtezőn közel álltak a győzelemhez. Sokáig őrizték 1–0-s előnyüket, azonban a hosszabbításban az észteknek sikerült fordítani és 2–1 megnyerni a párharcot.
2010. október 12-én Észak-Írországgal játszottak 1–1-s döntetlent hazai pályán, Toftirban. Christian Holst szerzett vezetést a feröeriek számára, amit Kyle Lafferty egyenlített ki.
2011. június 7-én Észtországot 2–0-ra verték a Svangaskarð-ban. 1995 óta, 16 év után ez volt az első győzelmük Eb-selejtezőn.

### Lars Olsen időszaka (2011–)

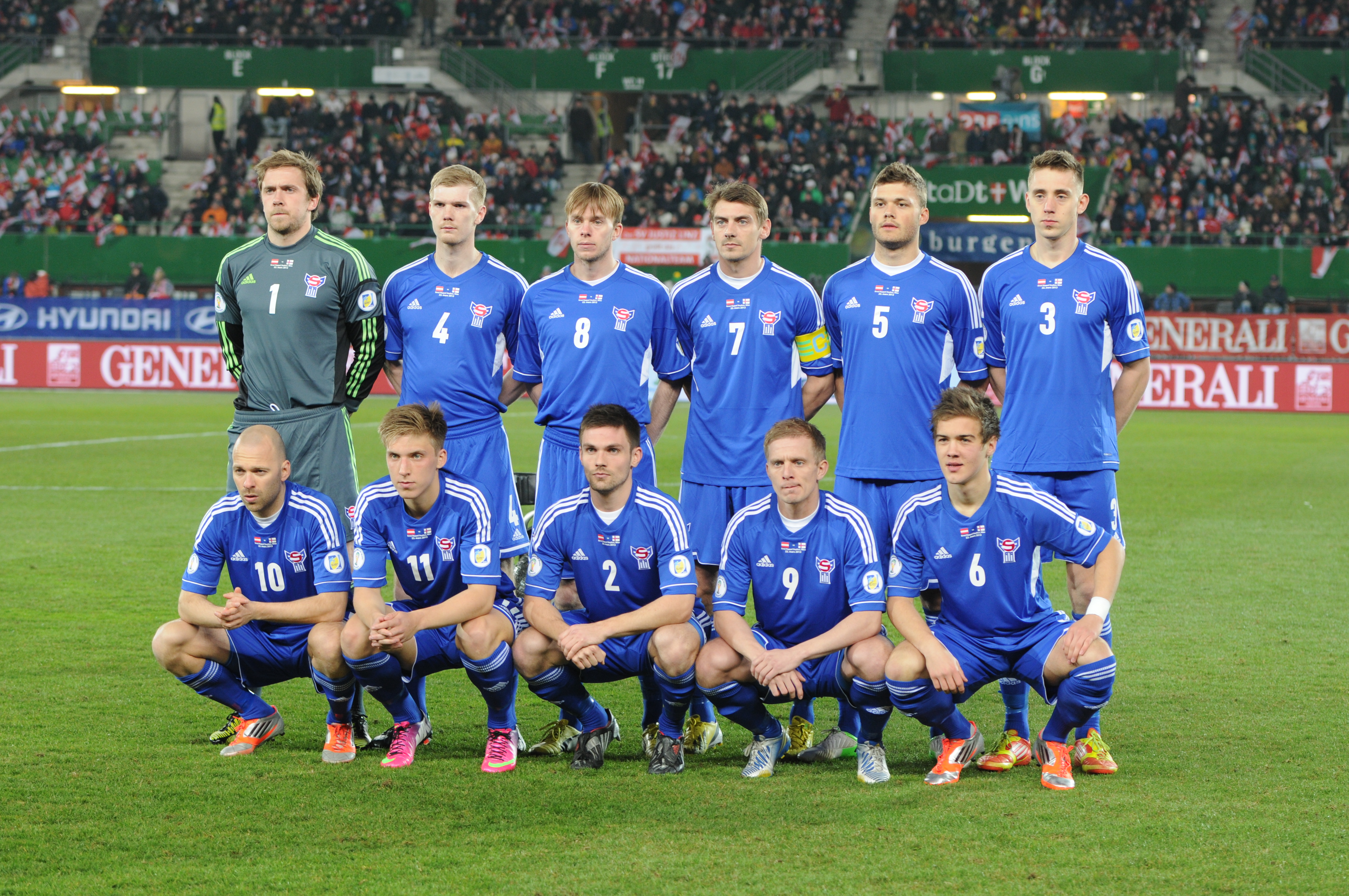
Az Ausztria elleni kezdőcsapat 2013 márciusában

2011. november 8-án Brian Kerr leköszönt és helyét a dán Lars Olsen vette át, aki Simonsen és Hansen után a harmadik dán szövetségi kapitány a Feröeri válogatott élén. 2013. október 11-én Kazahsztán ellen 1–1-s döntetlent játszottak; ez volt az első mérkőzés, melyen Olsen irányításával pontot szereztek.
2014. március 1-jén a Feröeri válogatott története során először ért el négy gólt egy mérkőzésen. Az újdonsült UEFA-tag Gibraltár második mérkőzése volt ez.
2014. november 14-én a 2016-os Európa-bajnokság selejtezőiben idegenben 1-0-ra legyőzték a korábbi Európa-bajnok Görögország válogatottját. A The Guardian úgy számolt be a mérkőzésről, hogy talán a valaha volt legnagyobb meglepetés, amikor felborult a papírforma. A FIFA-világranglistán Görögország a 18., Feröer a 187. helyen állt a mérkőzést megelőzően, kettejük között 169 hely volt a különbség. Tovább borzolva a kedélyeket 2015. június 13-án hazai pályán is győztek Görögország ellen 2–1-re. Ez a két győzelem Feröert a világranglista 187. helyéről a 74. helyre repítette, a sorozat végén az 5. helyen végzett a csoportban.
A 2018-as világbajnokság selejtezőit 0–0-s döntetlennel kezdték Magyarország ellen hazai pályán. 2016. október 10-én Lettországban győztek 2–0-ra.

## Stadion
1999 és 2011 között a feröeri válogatott hazai mérkőzéseinek felváltva két stadion adott otthont: a Tórsvøllur és a Svangaskarð. A Svangaskarð-ban 2011. június 7-én az Észtország elleni 2–0-s győzelem alkalmával játszottak utoljára. Azóta az időközben felújításon átesett Tórsvøllur-ban rendezik a hazai mérkőzéseiket. A létesítmény 6000 fő befogadására alkalmas, műfüves borítású, az UEFA és a FIFA minden igényének megfelelő.

## Nemzetközi eredmények
Szigetjátékok
- Aranyérmes (2): 1989, 1991

### Világbajnokság
| Világbajnokság | Világbajnokság | Világbajnokság | Világbajnokság | Világbajnokság | Világbajnokság | Világbajnokság | Világbajnokság | Világbajnokság | Világbajnokság | Selejtezők | Selejtezők | Selejtezők | Selejtezők | Selejtezők | Selejtezők | Selejtezők |
| Év             | Eredmény       | H.             | M              | Gy             | D              | V              | G+             | G–             | Keret          | H.         | M          | Gy         | D          | V          | G+         | G–         |
| -------------- | -------------- | -------------- | -------------- | -------------- | -------------- | -------------- | -------------- | -------------- | -------------- | ---------- | ---------- | ---------- | ---------- | ---------- | ---------- | ---------- |
| 1930–1990      | nem indult     | nem indult     | nem indult     | nem indult     | nem indult     | nem indult     | nem indult     | nem indult     | nem indult     | nem indult | nem indult | nem indult | nem indult | nem indult | nem indult | nem indult |
| 1994           | nem jutott ki  | nem jutott ki  | nem jutott ki  | nem jutott ki  | nem jutott ki  | nem jutott ki  | nem jutott ki  | nem jutott ki  | nem jutott ki  | 6.         | 10         | 0          | 0          | 10         | 1          | 38         |
| 1998           | nem jutott ki  | nem jutott ki  | nem jutott ki  | nem jutott ki  | nem jutott ki  | nem jutott ki  | nem jutott ki  | nem jutott ki  | nem jutott ki  | 5.         | 10         | 2          | 0          | 8          | 10         | 31         |
| 2002           | nem jutott ki  | nem jutott ki  | nem jutott ki  | nem jutott ki  | nem jutott ki  | nem jutott ki  | nem jutott ki  | nem jutott ki  | nem jutott ki  | 5.         | 10         | 2          | 1          | 7          | 6          | 23         |
| 2006           | nem jutott ki  | nem jutott ki  | nem jutott ki  | nem jutott ki  | nem jutott ki  | nem jutott ki  | nem jutott ki  | nem jutott ki  | nem jutott ki  | 6.         | 10         | 0          | 1          | 9          | 4          | 27         |
| 2010           | nem jutott ki  | nem jutott ki  | nem jutott ki  | nem jutott ki  | nem jutott ki  | nem jutott ki  | nem jutott ki  | nem jutott ki  | nem jutott ki  | 6.         | 10         | 1          | 1          | 8          | 5          | 20         |
| 2014           | nem jutott ki  | nem jutott ki  | nem jutott ki  | nem jutott ki  | nem jutott ki  | nem jutott ki  | nem jutott ki  | nem jutott ki  | nem jutott ki  | 6.         | 10         | 0          | 1          | 9          | 4          | 29         |
| 2018           | nem jutott ki  | nem jutott ki  | nem jutott ki  | nem jutott ki  | nem jutott ki  | nem jutott ki  | nem jutott ki  | nem jutott ki  | nem jutott ki  | 4.         | 10         | 2          | 3          | 5          | 4          | 16         |
| 2022           | nem jutott ki  | nem jutott ki  | nem jutott ki  | nem jutott ki  | nem jutott ki  | nem jutott ki  | nem jutott ki  | nem jutott ki  | nem jutott ki  | 5.         | 10         | 1          | 1          | 8          | 7          | 23         |
| 2026           | később         | később         | később         | később         | később         | később         | később         | később         | később         | később     | később     | később     | később     | később     | később     | később     |
| Összesen       | –              | 0/22           | –              | –              | –              | –              | –              | –              | –              | Összesen   | 80         | 8          | 8          | 64         | 41         | 207        |

### Európa-bajnokság
| Európa-bajnokság | Európa-bajnokság | Európa-bajnokság | Európa-bajnokság | Európa-bajnokság | Európa-bajnokság | Európa-bajnokság | Európa-bajnokság | Európa-bajnokság | Európa-bajnokság | Selejtezők | Selejtezők | Selejtezők | Selejtezők | Selejtezők | Selejtezők | Selejtezők |
| Év               | Eredmény         | H.               | M                | Gy               | D                | V                | G+               | G–               | Keret            | H.         | M          | Gy         | D          | V          | G+         | G–         |
| ---------------- | ---------------- | ---------------- | ---------------- | ---------------- | ---------------- | ---------------- | ---------------- | ---------------- | ---------------- | ---------- | ---------- | ---------- | ---------- | ---------- | ---------- | ---------- |
| 1960–1992        | nem indult       | nem indult       | nem indult       | nem indult       | nem indult       | nem indult       | nem indult       | nem indult       | nem indult       | nem indult | nem indult | nem indult | nem indult | nem indult | nem indult | nem indult |
| 1996             | nem jutott ki    | nem jutott ki    | nem jutott ki    | nem jutott ki    | nem jutott ki    | nem jutott ki    | nem jutott ki    | nem jutott ki    | nem jutott ki    | 5.         | 10         | 2          | 0          | 8          | 10         | 35         |
| 2000             | nem jutott ki    | nem jutott ki    | nem jutott ki    | nem jutott ki    | nem jutott ki    | nem jutott ki    | nem jutott ki    | nem jutott ki    | nem jutott ki    | 6.         | 10         | 0          | 3          | 7          | 4          | 17         |
| 2004             | nem jutott ki    | nem jutott ki    | nem jutott ki    | nem jutott ki    | nem jutott ki    | nem jutott ki    | nem jutott ki    | nem jutott ki    | nem jutott ki    | 5.         | 8          | 0          | 1          | 7          | 7          | 18         |
| 2008             | nem jutott ki    | nem jutott ki    | nem jutott ki    | nem jutott ki    | nem jutott ki    | nem jutott ki    | nem jutott ki    | nem jutott ki    | nem jutott ki    | 7.         | 12         | 0          | 0          | 12         | 4          | 43         |
| 2012             | nem jutott ki    | nem jutott ki    | nem jutott ki    | nem jutott ki    | nem jutott ki    | nem jutott ki    | nem jutott ki    | nem jutott ki    | nem jutott ki    | 6.         | 10         | 1          | 1          | 8          | 6          | 26         |
| 2016             | nem jutott ki    | nem jutott ki    | nem jutott ki    | nem jutott ki    | nem jutott ki    | nem jutott ki    | nem jutott ki    | nem jutott ki    | nem jutott ki    | 5.         | 10         | 2          | 0          | 8          | 6          | 17         |
| 2020             | nem jutott ki    | nem jutott ki    | nem jutott ki    | nem jutott ki    | nem jutott ki    | nem jutott ki    | nem jutott ki    | nem jutott ki    | nem jutott ki    | 5.         | 10         | 1          | 0          | 9          | 4          | 30         |
| 2024             | nem jutott ki    | nem jutott ki    | nem jutott ki    | nem jutott ki    | nem jutott ki    | nem jutott ki    | nem jutott ki    | nem jutott ki    | nem jutott ki    | 5.         | 8          | 0          | 2          | 6          | 2          | 13         |
| Összesen         | –                | 0/17             | –                | –                | –                | –                | –                | –                | –                | Összesen   | 86         | 7          | 8          | 71         | 46         | 225        |

### UEFA Nemzetek Ligája
| Csoportkör | Csoportkör | Csoportkör | Csoportkör | Csoportkör | Csoportkör | Csoportkör | Csoportkör | Csoportkör | Csoportkör | Csoportkör      | Csoportkör | Egyenes kieséses szakasz | Egyenes kieséses szakasz | Egyenes kieséses szakasz | Egyenes kieséses szakasz | Egyenes kieséses szakasz | Egyenes kieséses szakasz | Egyenes kieséses szakasz | Egyenes kieséses szakasz | Egyenes kieséses szakasz |
| Szezon     | Liga       | Csoport    | H          | M          | Gy         | D          | V          | G+         | G–         | Feljutás/kiesés | Helyezés   | Év                       | Eredmény                 | M                        | Gy                       | D                        | V                        | G+                       | G–                       | Keret                    |
| ---------- | ---------- | ---------- | ---------- | ---------- | ---------- | ---------- | ---------- | ---------- | ---------- | --------------- | ---------- | ------------------------ | ------------------------ | ------------------------ | ------------------------ | ------------------------ | ------------------------ | ------------------------ | ------------------------ | ------------------------ |
| 2018–19    | D          | 3.         | 3.         | 6          | 1          | 2          | 3          | 5          | 10         | Állandó         | 50.        | 2019                     | nem jutott be            | nem jutott be            | nem jutott be            | nem jutott be            | nem jutott be            | nem jutott be            | nem jutott be            | nem jutott be            |
| 2020–21    | D          | 1.         | 1.         | 6          | 3          | 3          | 0          | 9          | 5          | Növekedés       | 50.        | 2021                     | nem jutott be            | nem jutott be            | nem jutott be            | nem jutott be            | nem jutott be            | nem jutott be            | nem jutott be            | nem jutott be            |
| 2022–23    | C          | 1.         | 3.         | 6          | 2          | 2          | 2          | 7          | 10         | Állandó         | 41.        | 2023                     | nem jutott be            | nem jutott be            | nem jutott be            | nem jutott be            | nem jutott be            | nem jutott be            | nem jutott be            | nem jutott be            |
| 2024–25    | C          |            |            |            |            |            |            |            |            |                 |            | 2025                     | nem jutott be            | nem jutott be            | nem jutott be            | nem jutott be            | nem jutott be            | nem jutott be            | nem jutott be            | nem jutott be            |
| Összesen   | Összesen   | Összesen   | Összesen   | 18         | 6          | 7          | 5          | 21         | 25         |                 |            |                          | 0/4                      | –                        | –                        | –                        | –                        | –                        | –                        | –                        |

## Nemzetek elleni mérleg

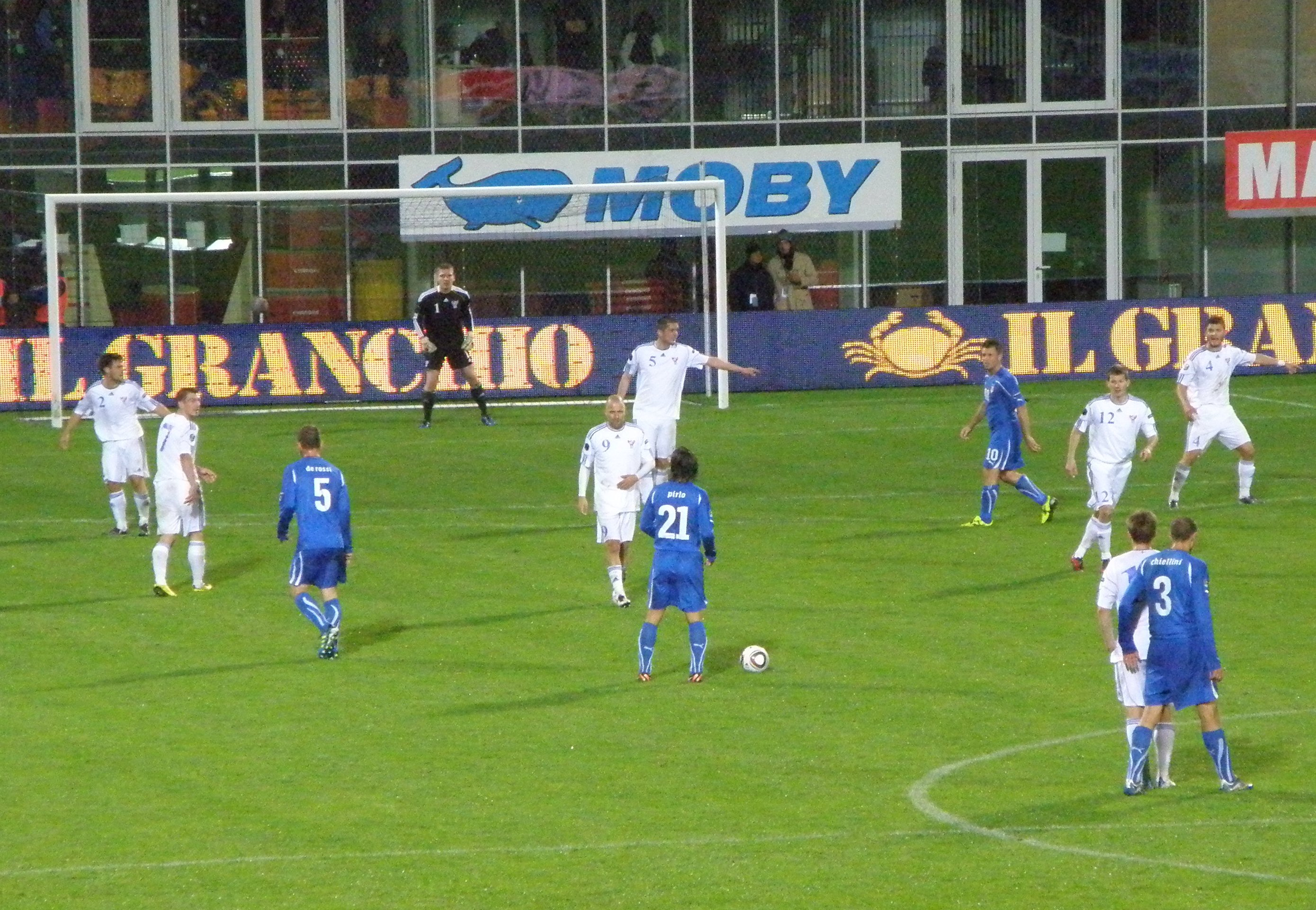
Feröer–Olaszország mérkőzés 2011. szeptember 2-án.

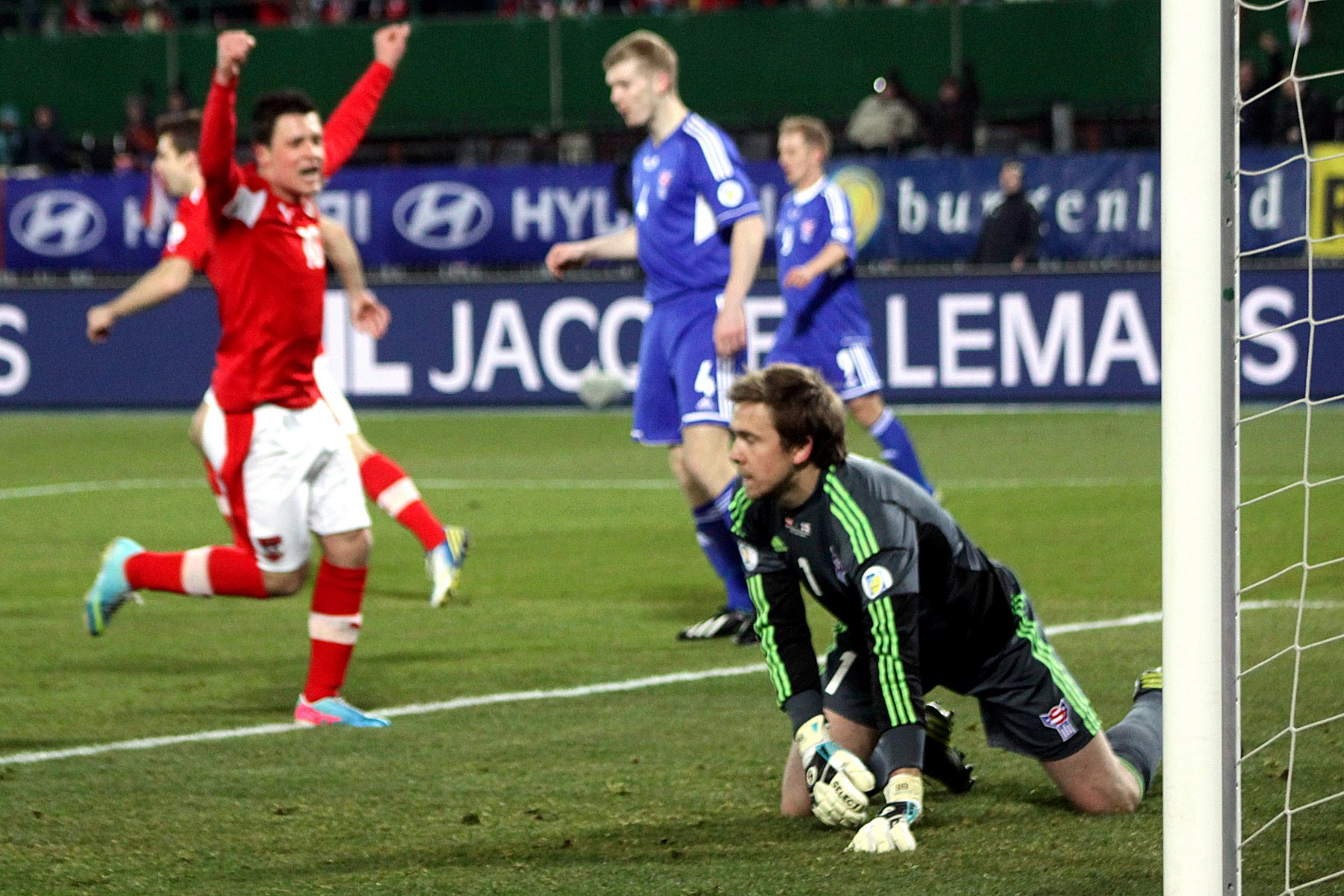
Ausztria–Feröer mérkőzés 2013. március 22-én.

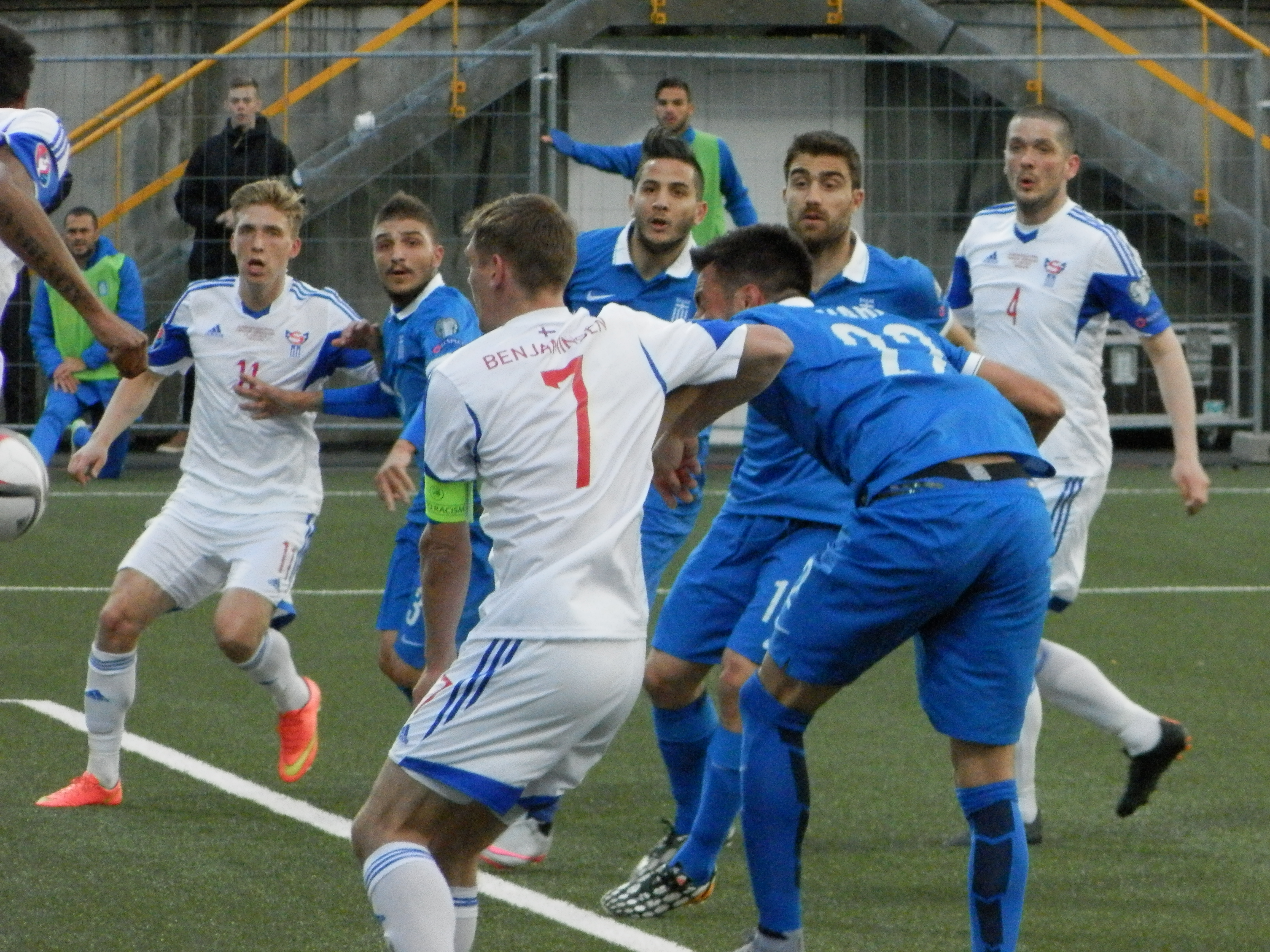
Feröer–Görögország mérkőzés 2015. június 13-án.

Feröer–Észak-Írország mérkőzés 2015. szeptember 4-én.

A következő tábla a feröeri labdarúgó-válogatott, különböző nemzetek elleni mérlegét mutatja. Az adatok 2016. november 13-i állapotoknak felelnek meg.
| Ellenfél            | M  | Gy | D | V  | RG | KG |
| ------------------- | -- | -- | - | -- | -- | -- |
| Andorra             | 2  | 1  | 1 | 0  | 1  | 0  |
| Ausztria            | 6  | 1  | 1 | 4  | 3  | 16 |
| Azerbajdzsán        | 1  | 0  | 0 | 1  | 0  | 3  |
| Belgium             | 2  | 0  | 0 | 2  | 0  | 6  |
| Bosznia-Hercegovina | 2  | 0  | 1 | 1  | 2  | 3  |
| Kanada              | 2  | 1  | 0 | 1  | 1  | 1  |
| Ciprus              | 4  | 0  | 1 | 3  | 3  | 10 |
| Csehország          | 4  | 0  | 0 | 4  | 0  | 7  |
| Csehszlovákia       | 2  | 0  | 0 | 2  | 0  | 7  |
| Dánia               | 3  | 0  | 0 | 3  | 1  | 10 |
| Észtország          | 7  | 2  | 1 | 4  | 10 | 15 |
| Finnország          | 5  | 0  | 0 | 5  | 1  | 14 |
| Franciaország       | 6  | 0  | 0 | 6  | 0  | 22 |
| Grúzia              | 2  | 0  | 0 | 2  | 1  | 9  |
| Németország         | 4  | 0  | 0 | 4  | 1  | 10 |
| Gibraltár           | 1  | 1  | 0 | 0  | 4  | 1  |
| Görögország         | 4  | 2  | 0 | 2  | 4  | 11 |
| Magyarország        | 4  | 0  | 1 | 3  | 1  | 4  |
| Izland              | 13 | 1  | 0 | 12 | 8  | 24 |
| Izrael              | 3  | 0  | 1 | 2  | 2  | 5  |
| Olaszország         | 4  | 0  | 0 | 4  | 2  | 11 |
| Kazahsztán          | 4  | 2  | 1 | 1  | 7  | 6  |
| Koszovó             | 1  | 0  | 0 | 1  | 0  | 2  |
| Lettország          | 1  | 1  | 0 | 0  | 2  | 0  |
| Liechtenstein       | 4  | 4  | 0 | 0  | 8  | 3  |
| Litvánia            | 8  | 1  | 1 | 6  | 4  | 11 |
| Luxemburg           | 3  | 2  | 1 | 0  | 3  | 0  |
| Málta               | 4  | 3  | 0 | 1  | 9  | 7  |
| Hollandia           | 1  | 0  | 0 | 1  | 0  | 3  |
| Észak-Írország      | 6  | 0  | 2 | 4  | 3  | 16 |
| Norvégia            | 2  | 0  | 0 | 2  | 0  | 9  |
| Lengyelország       | 3  | 0  | 0 | 3  | 1  | 12 |
| Portugália          | 2  | 0  | 0 | 2  | 0  | 11 |
| Írország            | 4  | 0  | 0 | 4  | 1  | 11 |
| Románia             | 6  | 0  | 0 | 6  | 1  | 19 |
| Oroszország         | 4  | 0  | 0 | 4  | 2  | 12 |
| San Marino          | 2  | 2  | 0 | 0  | 6  | 1  |
| Skócia              | 9  | 0  | 2 | 7  | 6  | 26 |
| Szerbia             | 4  | 0  | 0 | 4  | 1  | 10 |
| Szlovákia           | 2  | 0  | 0 | 2  | 1  | 5  |
| Szlovénia           | 4  | 0  | 1 | 3  | 3  | 12 |
| Spanyolország       | 2  | 0  | 0 | 2  | 3  | 9  |
| Svédország          | 3  | 0  | 1 | 2  | 1  | 4  |
| Svájc               | 5  | 0  | 0 | 5  | 2  | 17 |
| Törökország         | 1  | 0  | 1 | 0  | 1  | 1  |
| Ukrajna             | 2  | 0  | 0 | 2  | 0  | 7  |
| Wales               | 2  | 0  | 0 | 2  | 0  | 9  |
| Jugoszlávia         | 6  | 0  | 0 | 6  | 2  | 28 |

## Válogatottsági rekordok
Az adatok 2016. október 10-ei állapotoknak felelnek meg.
- A még aktív játékosok (félkövérrel) vannak megjelölve.

| #  | Játékos                  | Időszak   | Vál. | Gól |
| -- | ------------------------ | --------- | ---- | --- |
| 1  | Fróði Benjaminsen        | 1999-     | 90   | 6   |
| 2  | Óli Johannesen           | 1992-2007 | 83   | 1   |
| 3  | Jákup Mikkelsen          | 1995-2012 | 73   | 0   |
| 4  | Jens Martin Knudsen      | 1998-2006 | 65   | 0   |
| 5  | Julian Johnsson          | 1995-2006 | 62   | 4   |
| 6  | Jákup á Borg             | 1998-2009 | 61   | 2   |
| 7  | John Petersen            | 1995-2004 | 57   | 8   |
| 8  | Allan Mørkøre            | 1990-2001 | 54   | 1   |
| 9  | Rógvi Jacobsen           | 1999-2009 | 53   | 10  |
| 9  | Súni Olsen               | 2001-     | 53   | 4   |
| 11 | Øssur Hansen             | 1992-2002 | 51   | 2   |
| 12 | Christian Høgni Jacobsen | 2001-2010 | 50   | 2   |
| 12 | Christian Holst          | 2003-2015 | 50   | 6   |
| 14 | Jónas Tór Næs            | 2008-     | 48   | 0   |

| # | Játékos               | Időszak   | Gól | Vál. |
| - | --------------------- | --------- | --- | ---- |
| 1 | Rógvi Jacobsen        | 1999-2009 | 10  | 53   |
| 2 | Todi Jónsson          | 1991-2005 | 9   | 45   |
| 3 | Uni Arge              | 1992-2002 | 8   | 37   |
| 3 | John Petersen         | 1995-2004 | 8   | 57   |
| 4 | Fróði Benjaminsen     | 1999-     | 6   | 90   |
| 4 | Christian Holst       | 2003-2015 | 6   | 50   |
| 4 | Jóan Símun Edmundsson | 2009-     | 6   | 40   |
| 5 | Jan Allan Müller      | 1988-1998 | 4   | 34   |
| 5 | Julian Johnsson       | 1995-2006 | 4   | 62   |
| 5 | Hallur Hansson        | 2012-     | 4   | 25   |
| 5 | Súni Olsen            | 2001-     | 4   | 53   |
| 6 | Arnbjørn Hansen       | 2006-     | 3   | 18   |
| 6 | Kurt Mørkøre          | 1988-2001 | 3   | 37   |
| 6 | Jens Kristian Hansen  | 1994-2002 | 3   | 44   |

## Szövetségi kapitányok

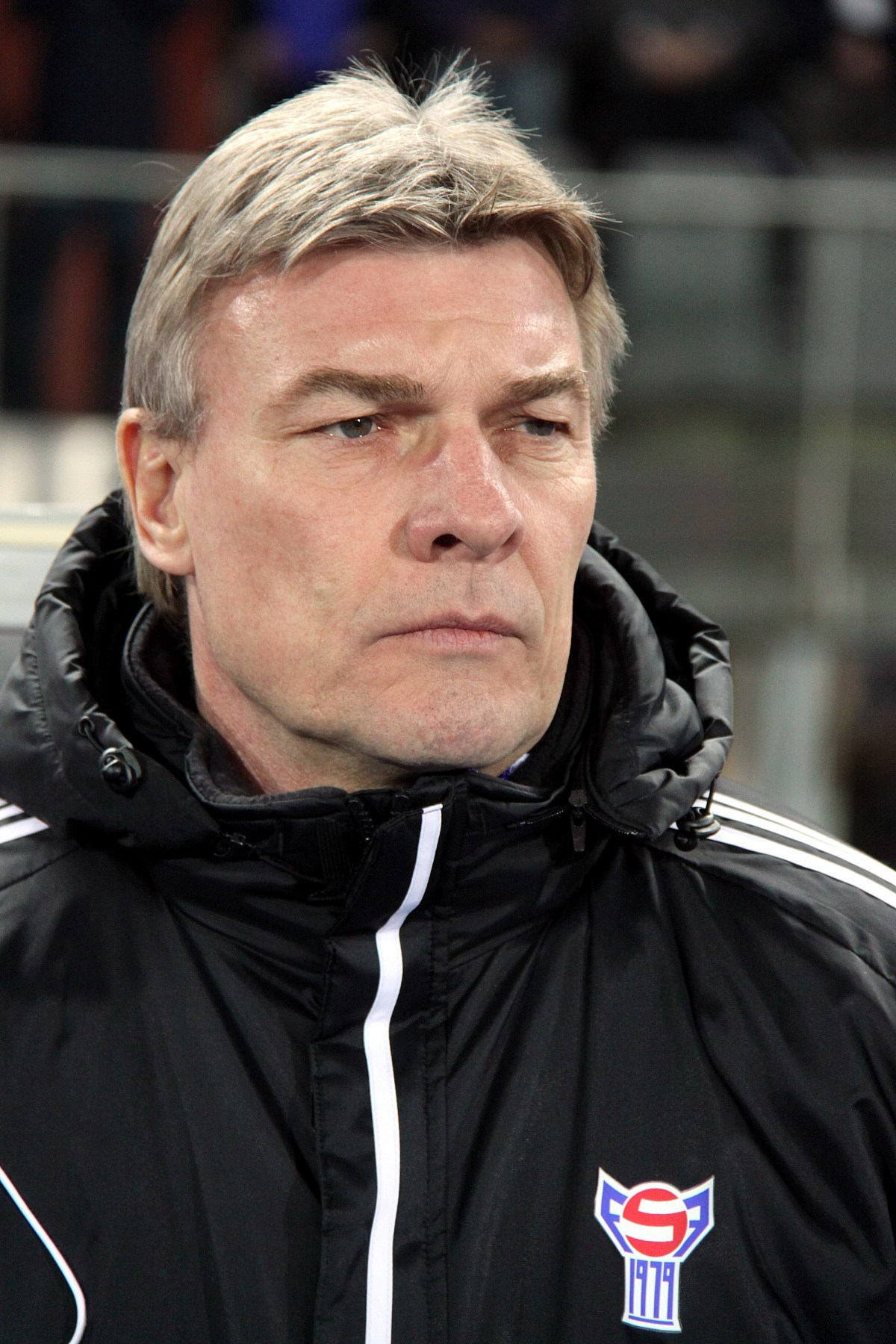
Lars Olsen szövetségi kapitány

| Szöv. kapitány                  | Note      | Időszak   | M  | Gy | D | V  | RG | KG  | GK  | P  | P (%)  |
| ------------------------------- | --------- | --------- | -- | -- | - | -- | -- | --- | --- | -- | ------ |
| Páll Guðlaugsson                |           | 1988–93   | 25 | 2  | 3 | 20 | 9  | 76  | −67 | 7  | 9,3%   |
| Johan Nielsen és Jógvan Norðbúð | megbízott | 1993      | 1  | 0  | 0 | 1  | 0  | 4   | −4  | 0  | 0%     |
| Allan Simonsen                  |           | 1994–2001 | 52 | 8  | 7 | 37 | 37 | 119 | −82 | 31 | 19,87% |
| Henrik Larsen                   |           | 2002–05   | 26 | 5  | 2 | 19 | 24 | 62  | −38 | 17 | 21,79% |
| Jógvan Martin Olsen             |           | 2006–08   | 20 | 0  | 1 | 19 | 8  | 64  | −56 | 1  | 1,6%   |
| Heðin Askham                    | megbízott | 2009      | 1  | 1  | 0 | 0  | 2  | 1   | +1  | 3  | 100%   |
| Brian Kerr                      |           | 2009–11   | 19 | 2  | 3 | 14 | 10 | 46  | −36 | 9  | 15,78% |
| Lars Olsen                      |           | 2011–     | 30 | 5  | 2 | 23 | 21 | 65  | −44 | 17 | 18,88% |